# 大通寺 (可児市)
大通寺（だいつうじ）は岐阜県可児市兼山にある釈迦如来を本尊とする臨済宗妙心寺派の寺院で、山号は補陀山。美濃三十三観音旧30番札所であり、可児新四国14番札所である。
八百津大仙寺2世大雅耑匡により、永正10年（1505年）に開かれたと伝わる兼山最古の寺院である。室町時代に疫病の流行を鎮めるために観音堂が建立され、戸谷観音堂として信仰を集めた。江戸時代に美濃西国霊場としてその観音堂が30番札所となった。観音堂は寛永19年（1642年）に再建され、明治22年（1889年）の瓦葺き替えや平成5年（1993年）の修理を経て今日に至る。
寺宝として岐阜県の文化財に指定された天文9年（1540年）と弘治元年（1555年）の青銅製燭台と弘治元年の花瓶を所蔵する。また、可児市の文化財に指定されている享保14年（1729年）に編まれた兼山の歴史書である金山記全集大成、江戸時代初期の木造如意輪観音半跏像ならびに戸谷観音堂も当寺に属している。